# 토머스 칼라일의 철학
토머스 칼라일의 철학 ( Philosophy of Thomas Carlyle ) 은 영국의 철학자인 토머스 칼라일의 종교적, 역사적, 정치적인 사고에 대한 글이다.  그의 철학은 19세기에 주된 논쟁거리였다.  급진적이고, 보수적인 기독교인이었던 21세기의 많은 학자들로 부터 비판의 대상이 되었다. 

## 자연의 초자연성
칼라일은 신을 참된 속성을 완전히 알 수 있다는 교리를 부정하며 그런 지식을 갖는 것은 불가능하다고 주장하였다.  그의 저서인 《의상철학》에서 "모든 보이는 것은 상징들이며 상징적인 것들은 적절히 옷을 입고 있다." 라고 주장하며 우주는 하나의 거대한 신의 상징이다라고 말했다.  